# Nicolaaskerk (Pirogov Medisch Centrum)
De Kerk van de Heilige Nicolaas (Russisch: Храм святителя Николая (Центр имени Пирогова)) is een Russisch-orthodoxe Kerk in het district Oost-Izmailovo van het Oostelijk Adminsitratieve Okroeg in Moskou. De kerk staat op het terrein van het Pigorov Medisch Centrum.

## Algemeen
De bouw van de kerk werd begon op 19 december 2004. Het initiatief voor de bouw van de kerk lag bij de president van het Medisch Centrum, een voormalige Minister van Volksgezondheid van Rusland. In 2009 werd hij tot priester gewijd. De kerk betreft een houten gebouw in de traditionele stijl van de Russische houten kerkarchitectuur. Voor de kerk bevindt zich een gedenksteen ter ere van de inwijding van de kerk op 22 mei 2005. De kerk is dagelijks geopend en elke zondag is er een Goddelijke liturgie.